# Aileen Meagher
Aileen Aletha Meagher (ur. 26 listopada 1910 w Edmonton, zm. 2 sierpnia 1987 w Halifaksie) – kanadyjska lekkoatletka specjalizująca się w krótkich biegach sprinterskich, uczestniczka letnich igrzysk olimpijskich w Berlinie (1936), brązowa medalistka olimpijska w biegu sztafetowym 4 × 100 metrów.

## Sukcesy sportowe
| Rok  | Miasto | Zawody                         | Konkurencja                                                                          | Wynik                       |
| ---- | ------ | ------------------------------ | ------------------------------------------------------------------------------------ | --------------------------- |
| 1934 | Londyn | Igrzyska Imperium Brytyjskiego | bieg na 220 jardów sztafeta na 110-220-110 jardów sztafeta na 220-110-220-110 jardów | srebrny medal złoty medal   |
| 1936 | Berlin | Igrzyska olimpijskie           | sztafeta 4 × 100 m                                                                   | brązowy medal               |
| 1938 | Sydney | Igrzyska Imperium Brytyjskiego | sztafeta na 110-220-110 jardów sztafeta na 220-110-220-110 jardów                    | srebrny medal brązowy medal |

## Rekordy życiowe
- bieg na 100 metrów – 12,2 – Halifax 01/07/1932[1]
- bieg na 200 metrów – 24,8 – Sydney 10/02/1938